# Spandauer Sport-Verein 1894
L'Spandauer Sport-Verein 1894 e.V. è stata una squadra di calcio tedesca con sede nella città di Berlino. Giocava le partite casalinghe nello Stadion an der Neuendorfer Straße.

## Storia
Dopo aver partecipato a qualche edizione della Gauliga Berlin-Brandenburg negli anni trenta, unendosi brevemente nel 1944-1945 con il Minerva 93 nel Kriegsspielgemeinschaft Minerva 93/Spandauer SV Berlin. Nel dopoguerra lo Spandauer gioca nell'Oberliga Berlin; qui ottiene due secondi posti, rispettivamente nel 1953 e nel 1959.
Nel 1963 nasce in Germania Ovest la Bundesliga, campionato al quale la squadra non riesce però a qualificarsi. Viene invece ammessa alla Regionalliga Berlin, una delle seconde divisioni appena create. In questo campionato il club si classifica secondo nel 1965, anno in cui ha la possibilità di essere promosso d'ufficio in prima divisione: una squadra di Berlino deve infatti sostituire l'Hertha, che è stato retrocesso a causa di irregolarità finanziarie. Viene così chiesta la disponibilità allo Spandauer, ma il club rifiuta.
Nel 1974 inizia invece la Zweite Bundesliga, campionato al quale la squadra partecipa una sola volta. Questo accade nel campionato 1975-1976, che viene però concluso con l'ultimo posto nel girone nord, con soli otto soli punti conquistati sul campo (con la regola dei due punti per vittoria), con trentadue partite perse su trentotto ed una differenza reti di meno ottantadue.
Successivamente il club rimane in terza divisione fino al 1999, quando è costretto a ripartire dalla quinta, ed infine viene sciolto nel 2014.

## Palmarès

### Competizioni regionali
- Coppa dello stato federale di Berlino: 5

1954, 1955, 1956, 1974, 1978

### Altri piazzamenti
- Oberliga Berlin:

Secondo posto: 1952-1953, 1958-1959